# Balf
Balf (allemand : Wolfs) était un village du Comitat de Sopron, alors comté de Győr-Sopron. En 1985, il est rattaché à la ville de Sopron. Il comptait environ 1 000 habitants.

## Histoire
Après la Première Guerre mondiale, le village participe à un plébiscite en 1921, avec huit localités environnantes, pour savoir s'ils souhaitent rester en Hongrie ou rejoindre la nouvelle République autrichienne. Bien que le village vote à 60,4 % en faveur du rattachement à l'Autriche, la majorité des électeurs (principalement ceux de Sopron) se prononce à 65,1 % en faveur du maintien dans la Hongrie.